# Microrregión de Brumado
La Microrregión de Brumado es una de las  microrregiones del estado brasileño de la Bahia perteneciente a la Mesorregión del Centro-sur Baiano. Su población fue estimada en 2005 por el IBGE en 268.565 habitantes y está dividida en catorce municipios. Posee un área total de 15.413,550 km².

## Municipios
- Aracatu
- Brumado
- Caraíbas
- Condeúba
- Cordeiros
- Guajeru
- Ituaçu
- Maetinga
- Malhada de Pedras
- Piripá
- Presidente Jânio Quadros
- Rio do Antônio
- Tanhaçu
- Tremedal

- Datos: Q2290468